# Les Babacools
Les Babacools sind eine 1992 gegründete Band aus dem Münchner Stadtteil Laim, die zusammen mit der französischen Band Mano Negra Vorreiter des Mestizo sind.

## Bandgeschichte
Les Babacools  gründeten sich 1991 im Münchner Stadtteil Laim. Sie begannen als Coverband und interpretierten zu Beginn Blues, Lenny Kravitz und die Beatles, bevor sich Victor und Don Caramelo (von Blumentopf) der Band anschlossen und den Sound eher in Richtung Raggamuffin bewegten. Geprägt von Mano Negra, MC Solaar, P-Funk sowie Reggae entstand so eine multikulturelle Gruppe, die die klassische Band-Besetzung Gitarre, Bass, Schlagzeug und Keyboard um Perkussion und Bläser ergänzt. Die Texte sind spanisch und englisch. Bald wurde die Band in Deutschland als Liveband bekannt, die mit Größen wie Fettes Brot, Blumentopf und Maceo Parker auftritt. 1998 erschien ihre Debüt-EP Rude Radio. Anschließend geht die Band als Support von Fun Lovin’ Criminals auf Tour. Später folgte eine Tour mit Fishbone.
2003 erschien ihr Debütalbum Compañeros 36 als Eigenproduktion im Vertrieb von Soulfood. 2005 folgte Mundo Stereo, das erste Album, das nicht im Eigenvertrieb, sondern über SPV Recordings erschien. Auf dem Album befinden sich Gastbeiträge von Gentleman und Jack Radics. 2010 erschien ihr bis dato letztes Album Son Madito über GLM Music. 2017 verstarb Christoph Ising (Easy Easing), der sowohl bei Raggabund als auch bei Babacools Keyboard spielte.
Don Caramelo ist außerdem Sänger von Raggabund, das Projekt betreibt er mit seinem Bruder Paco Mendoza (El Criminal). Verena Roth und Florian Erlbeck gründeten 2013 das Musikprojekt für Kinder Muckemacher. Bassist Phil Höcketstaller hat 2013 das Musikprojekt Hundling gegründet.

## Musikstil
Les Babacools selber nennen ihre Musik „Raggafunkin“. Stilistisch ist die Band dem Crossover zuzuordnen, wobei Reggae einen Großteil der Musik einnimmt. Aber es finden sich auch andere Stile wie Funk, Mestizo, Hip-Hop, Rock und Urban in der Musik. Die Texte sind überwiegend in Spanisch und Englisch, aber auch Italienisch und Spanisch kommen zum Einsatz.

## Diskografie

### Alben
- 2003: Compañeros 36 (Soulfood)
- 2005: Mundo Stereo (SPV Recordings)
- 2010: Son Maldito (GLM Music)

### Singles & Eps
- 1996: La Fiesta Comenzo (EP, Babacools Records)
- 1998: Rude Radio (EP, Babacools Records)
- 2003: ¡Ya Basta! (Single, Babacools Records)
- 2005: Mestizo Fonk (Single, SPV Recordings)

### Gastbeiträge
- 2005: Por Que Te Vas? (Single von Caramelo & Criminal)